# Ion Luca-Bănățeanu
Ion Luca-Bănățeanu (n. 12 noiembrie 1894, Bozovici, comitatul Caraș-Severin — d. 7 mai 1963, București) a fost un violonist virtuoz și dirijor român, de etnie romă, de muzică populară. A fost unul din dirijorii permanenți ai Orchestrei de muzică populară Radio, pe care a fondat-o la data de 1 decembrie 1949.

## Biografie
S-a născut la data de 12 noiembrie 1894 în localitatea Bozovici din Valea Almăjului, județul Caraș-Severin, fiul lăutarului de etnie romă  Simu Luca.
Urmează școala primară în localitate, avându-l profesor pe unul din cei doi preoți, colaborator la „Foaia Diecezană” din Caransebeș, iar apoi liceul din Caransebeș, avându-i colegi de școală pe Constantin Daicoviciu, Ioan Goanță și Matei Armaș (care au devenit academicieni, protopopi și profesori). În ultimul an de liceu cântă în orchestră simfonică din Caransebeș, înființată de profesorul de muzică Franz Stebla. 
În anul 1915 termină liceul și se pregătește pentru a urma medicina la Budapesta sau Viena. În toamna aceluiași an este trimis pe front, iar la 14 septembrie 1916 cade prizonier fiind dus într-un lagăr de lângă Iași.
În toamna anului 1919 devine student la Academia Comercială din București. Știind să cânte la vioară și la pian, este dus de un coleg în casa magnatului Nicolae Malaxa, care organiza săptămânal ceaiuri dansante.
În 1920 renunță la Academia Comercială din cauza taxelor mari și trece la Facultatea de Drept, unde frecvența la cursuri nu era obligatorie. Având timp liber, își câștigă existența cântând prin restaurante, saloane și la școala de dans „Simion și Achim”, unde îl cunoaște pe saxofonistul Ion Mirea. Pleacă cu orchestra acestuia în orașul Alexandria din Egipt unde cântă timp de cinci luni. Întors în țară își face propria formație, „Trio Luca”, cu care debutează la Radio București.
După câțiva ani înființează o altă orchestră, împreună cu clarinetistul Traian Lăscuț-Făgărășanu, denumită „Carpați”.
Între 1935-1940 are numeroase concerte la Radio și imprimă câteva discuri la firma Columbia Records. Cântă pentru o vreme la restaurantul „Amiciția”, situat între berăria „Gambrinus” și grădina „Cișmigiu”, cu soliștii vocali Ioana Radu și Emil Gavriș. Apelativul de „Bănățeanu” îl primește de la consumatorii anonimi, melomani, pentru a-l deosebi de naistul Fănică Luca.
Între 1940-1945 pleacă cu familia la Bozovici, unde va cânta la birtul lui Vitak și la restaurantul „Pomul Verde” din Caransebeș. 
În septembrie 1945 este chemat la București de pianistul Virgil Bageac și de prim-ministrul Petru Groza pentru a cânta la grădinile „Aron” și „Zisu”. Primește de la Petru Groza și o casă cu chirie pe strada Petru Maior, în cartierul Banu Manta. 
În aprilie 1949 este însărcinat de Harry Brauner, directorul Institutului de Folklor din București, să formeze proaspăta Orchestră de muzică populară a Institutului, la recomandarea compozitorului Tiberiu Brediceanu și a folcloristului Tiberiu Alexandru.
În decembrie 1949, tot la recomandarea lui Tiberiu Brediceanu, înființează Orchestra populară a Comitetului de Radio (Orchestra de muzică populară Radio), o mică orchestră profesională care să stea la dispoziția rapsozilor populari pentru acompaniament sau să interpreteze muzică populară instrumentală. 
În 1952 are necazuri cu noul instructor de partid și suferă o pareză parțială la mâna și piciorul stâng, suferind un accident vascular. Își revine rapid, dar nu mai poate cânta la vioară, rămânând numai dirijor la Radio, alături de Nicu Stănescu. 
În anul 1958 iese la pensie, după o carieră artistică de peste 30 de ani. Împreună cu violonistul Nelu Stan armonizează diferite piese muzicale pe instrumente, pentru Orchestra Radiodifuziunii Române.

## Decesul
Moare la data de 7 mai 1963 la București, la vârsta de 69 de ani. Este înmormântat la Bozovici, în localitatea sa natală.

## Distincții
- Ordinul Muncii clasa a III-a (7 mai 1954) „pentru merite deosebite în domeniul radiodifuziunii”[1]
- titlul de „Artist Emerit al Republicii Populare Romîne” (7 mai 1955) „pentru merite deosebite în activitatea artistică și pentru merite deosebite în domeniul radiofoniei”[2]

## Emisiune omagială
La 7 mai 1983, la împlinirea a 20 de ani de la moartea sa, Radiodifuziunea Română i-a dedicat o emisiune omagială. Prezentarea a fost făcută de Maria Banu și Traian Buhlea. La emisiunea respectivă au fost invitați să vorbească apropiați și colaboratori ai dirijorului. Printre aceștia s-a numărat și folcloristul Tiberiu Alexandru, care îl compară cu Grigoraș Dinicu (reprezentativ pentru muzica din Muntenia și Oltenia).

## Discografie
În timpul vieții Ion Luca-Bănățeanu nu s-a bucurat de numeroase apariții discografice. După cinci ani de la moartea sa, casa de discuri Electrecord editează un LP cu o parte din înregistrările sale ca solist la vioară, aflate în fonoteca Radio România.

### DiscuriElectrecord
| An   | Număr de catalog            | Format                   | Piese | Acompaniament                                                  |
| 1954 | EPA 1838                    | shellac, 25 cm, 75 RPM   | Joc din Țara Oașului (Grigore Suchici) | O.M.P.R., dirijor Ion Luca Bănățeanu                           |
| 1956 | EPA 2013                    | shellac, 25 cm, 75 RPM   | Brâu și Joc de doi | O.M.P.R., dirijor Ion Luca Bănățeanu                           |
| 1968 | EPD 1175 Ion Luca Bănățeanu | vinil, LP, 25 cm, 33 RPM | 1. Doina lui Bârcă 2. Ardeleana de la Gladna 3. Patru boi cu lanțu-n coarne 4. De doi al rudărenilor 5. Balada Gosnei 6. Gherghină, Gherghină 7. Doiul lui Târziu 8. Doina din Ardeal și „Horea bea la făgădău” | Orchestra „Carpați”, dirijor și solo vioară Ion Luca-Bănățeanu |

### ÎnregistrăriRadio România
Toate înregistrările lui Ion Luca-Bănățeanu din Fonoteca Radio România au fost efectuate pe benzi de magnetofon.
| An      | Piese                                    | Acompaniament                                                         | Note                            |
| 1950    | Brâu și Joc de doi                       | Orchestra populară a Comitetului de Radio, dirijor Ion Luca-Bănățeanu | transpusă și pe discul EPA 2013 |
| 1952(?) | Ardeleana din Orșova                     | Orchestra „Carpați”, dirijor și solo vioară: Ion Luca-Bănățeanu       | transpuse și pe discul EPD 1175 |
| 1952(?) | Balada Gosnei                            | Orchestra „Carpați”, dirijor și solo vioară: Ion Luca-Bănățeanu       | transpuse și pe discul EPD 1175 |
| 1952(?) | De doi al Rudărenilor                    | Orchestra „Carpați”, dirijor și solo vioară: Ion Luca-Bănățeanu       | transpuse și pe discul EPD 1175 |
| 1952(?) | Doină bănățeană                          | Orchestra „Carpați”, dirijor și solo vioară: Ion Luca-Bănățeanu       | —                               |
| 1952(?) | Doină din Ardeal și Horea bea la făgădău | Orchestra „Carpați”, dirijor și solo vioară: Ion Luca-Bănățeanu       | transpuse și pe discul EPD 1175 |
| 1952(?) | Doina lui Bârcă                          | Orchestra „Carpați”, dirijor și solo vioară: Ion Luca-Bănățeanu       | transpuse și pe discul EPD 1175 |
| 1952(?) | Doina lui Gheorghiță din Severin         | Orchestra „Carpați”, dirijor și solo vioară: Ion Luca-Bănățeanu       | —                               |
| 1952(?) | Doina lui Tulea                          | Orchestra „Carpați”, dirijor și solo vioară: Ion Luca-Bănățeanu       | —                               |
| 1952(?) | Doiul lui Târziu                         | Orchestra „Carpați”, dirijor și solo vioară: Ion Luca-Bănățeanu       | transpuse și pe discul EPD 1175 |
| 1952(?) | Patru boi cu lanțu-n coarne              | Orchestra „Carpați”, dirijor și solo vioară: Ion Luca-Bănățeanu       | transpuse și pe discul EPD 1175 |
| 1952(?) | Joc de doi al lui Gioca                  | Orchestra „Carpați”, dirijor și solo vioară: Ion Luca-Bănățeanu       | —                               |
| 1952(?) | Gherghină, Gherghină                     | Orchestra „Carpați”, dirijor și solo vioară: Ion Luca-Bănățeanu       | transpusă și pe discul EPD 1175 |
| 1952(?) | Spune, mândro, drept și bine și Un brâu  | Orchestra „Carpați”, dirijor și solo vioară: Ion Luca-Bănățeanu       | —                               |
| 1954(?) | Brâu (Floricică galbenă)                 | O.M.P.R., dirijor Ion Luca-Bănățeanu                                  | —                               |
| 1954(?) | Fecioreasca de la Făgăraș                | O.M.P.R., dirijor Ion Luca-Bănățeanu                                  | solo vioară                     |
| 1954(?) | Hațegana nr. 4                           | O.M.P.R., dirijor Ion Luca-Bănățeanu                                  | —                               |
| 1954(?) | Joc din Țara Oașului (Grigore Suchici)   | O.M.P.R., dirijor Ion Luca-Bănățeanu                                  | transpusă și pe discul EPA 1838 |
| 1954(?) | O hațegană din Loman                     | O.M.P.R., dirijor Ion Luca-Bănățeanu                                  | —                               |
| 1954(?) | Pe loc                                   | O.M.P.R., dirijor Ion Luca-Bănățeanu                                  | —                               |
| indisp. | Brâul din Utvin                          | O.M.P.R., dirijor și solo vioară: Ion Luca-Bănățeanu                  | în duet cu Moise Belmustață     |
| indisp. | Joc de doi                               | O.M.P.R., dirijor și solo vioară: Ion Luca-Bănățeanu                  | în duet cu Nelu Stan            |
| indisp. | Hora bătrânească și De doi               | O.M.P.R., dirijor Ion Luca-Bănățeanu                                  | —                               |

#### Articole biografice
- Ștefan Isac: Lăutari de altădată - Ion Luca Bănățeanu, articol publicat în cotidianul „7 zile” (2 februarie 2012)
- Ștefan Isac: Lăutari de altădată - Ion Luca Bănățeanu (II), articol publicat în cotidianul „7 zile” (22 martie 2012)